# Parafia Matki Bożej Fatimskiej w Węgorzewie
Parafia Matki Bożej Fatimskiej w Węgorzewie  – rzymskokatolicka parafia w Węgorzewie należąca do dekanatu Węgorzewo w diecezji ełckiej.

## Historia parafii
W latach 1912-1913 wybudowano przy ul. Pionierów 4 dom mieszkalny w części parterowej, a piętro przeznaczono na kaplicę p.w. Dobrego Pasterza. Obiekt został poświęcony w dniu 5 listopada 1913 roku. Początkowo w kaplicy celebrował kapelan miejscowego szpitala wojskowego. Własnego duszpasterza katolicy węgorzewscy otrzymali dopiero 1 grudnia 1919 roku. Parafia katolicka powstała w Węgorzewie w dniu 18 października 1928 roku. Po drugiej wojnie światowej kaplica p.w. Dobrego Pasterza pełniła funkcję świątyni pomocniczej dla miejscowej katolickiej parafii.
Dnia 12 marca 1960 roku biskup diecezji olsztyńskiej Tomasz Wilczyński podpisał dokument mocą którego Kuria Biskupia w Olsztynie przekazuje salwatorianom prowadzenie pracy duszpasterskiej przy kościele rektoralnym p.w. Dobrego Pasterza w Węgorzewie przy ul. Pionierów nr 4. Dnia 4 grudnia 1960 roku w Węgorzewie, w domu przy wspomnianej ulicy zamieszkali dwaj pierwsi salwatorianie i podjęli pracę duszpasterską. Byli to: ks. Bonawentura Morawiec i ks. Franciszek Tomanek. W 1989 powstaje parafia p.w. Dobrego Pasterza, w której posługę duszpasterską sprawują po dzień dzisiejszy księża salwatorianie.
Po II wojnie światowej wśród kandydatów wstępujących do nowicjatu salwatorianów prowincji polskiej znaleźli się też kandydaci z Warmii. Do pierwszych należał niedawno zmarły w 92 roku życia brat Cyprian Antoni Pachałko, urodzony w powiecie Brasław, na Litwie. Po zakończeniu wojny rodzina zamieszkała w Węgorzewie. Opatrzność Boża zrządziła, że Antoni Pachałko w kościele parafialnym w Węgorzewie znalazł folder salwatoriański i w 31. roku życia, 4 marca 1948 roku, zgłosił się do Salwatorianów w Krakowie, a 7 września tego samego roku wstąpił do nowicjatu w Bagnie. Przez 61 lat pełnił w zakonie różne obowiązki - jako zakrystianin, organista, przewodnik w sanktuariach zgromadzenia w Trzebnicy i Trzebini. Ogromnie się cieszył, kiedy zgromadzenie podjęło pracę na Mazurach, gdzie mieszkali jego najbliżsi z rodziny.
Prowincja polska salwatorianów w latach 1956-1960 wyświęciła 83 kapłanów, dla których trzeba było szukać pracy w kraju, gdyż wyjazdy za granicę nadal były przez władze świeckie utrudniane. Przełożeni, zainteresowani ekspansją zgromadzenia na terenie kraju od 1958 roku chętnie godzili się na pracę salwatorianów w charakterze wikariuszy i katechetów w parafiach prowadzonych przez kler diecezjalny. Najwięcej księży zgromadzenia pracowało w diecezjach: gorzowskiej w 23 parafiach 56 księży, w archidiecezji warszawskiej w 14 parafiach 50 księży, w archidiecezji wrocławskiej w 13 parafiach 21 księży i w diecezji olsztyńskiej w 9 parafiach 18 księży. W okresie 1961-1975 na terenie Warmii salwatorianie pracowali w parafiach prowadzonych przez księży diecezjalnych następujących miejscowościach: Banie Mazurskie, Drygały, Łankiejmy k. Kętrzyn, Sztum, Wielbark, Bartoszyce, parafia św. Brunona, Miłki k. Giżycka, Biała Piska, Bartoszyce parafia św. Jana Apostoła.                            
Oprócz stałej pracy parafialnej salwatorianie w latach po drugiej wojnie światowej prowadzili w parafiach diecezji olsztyńskiej rekolekcje i misje parafialne, zwłaszcza w okresie Adwentu i Wielkiego Postu.
W celu usprawnienia pracy duszpasterskiej kuria diecezjalna w Olsztynie zaproponowała salwatorianom z wiosną 1990 roku nowy podział parafii i wysunęła propozycję wybudowania przez zgromadzenie kościoła i domu zakonnego. Przełożeni prowincji, idąc za przykładem powstałej w 1984 roku parafii pw. św. Brata Alberta w Elblągu, gdzie od początku organizowali nabożeństwa fatimskie - na wzór Trzebini k. Krakowa, postanowili zbudować w Węgorzewie sanktuarium fatimskie, w celu propagowania nabożeństw maryjnych.
Dnia 6 czerwca 1990 roku ordynariusz Warni ks. bp Edmund Piszcz utworzył w Węgorzewie nową parafię p.w. Matki Bożej Fatimskiej i powierzył ją zgromadzeniu salwatorianów. Pierwszym proboszczem został mianowany ks. Joachim Strzelecki, który parafię objął 1 lipca 1990 roku. Zaraz też przystąpił on do wybudowania tymczasowej świątyni w formie drewnianego baraku wraz z pomieszczeniem dla duszpasterzy. Od początku też zaczęto organizować od maja do października każdego roku w sobotę i niedzielę w okolicach 13 każdego miesiąca nabożeństwa fatimskie.
Teren nowej parafii zamieszkuje 3746 ludzi, z których do parafii należy ok. 2800 wiernych. Parafię aktualnie obsługuje dwóch salwatorianów. Ksiądz Tadeusz Kochanowicz SDS jest proboszczem, superiorem i ekonomem domu zakonnego oraz kapelanem Szpitala Psychiatrycznego i Policji w Węgorzewie. Pomoc duszpasterską pełni od 1 lipca 2020 roku ksiądz Waldemar Pszeniczny SDS, który jest opiekunem grupy  modlitewnej "Odnowy w Duchu Świętym", ministrantów oraz kapelanem Szpitala Powiatowego. 
Prace związane z budową nowego kościoła, który byłby diecezjalnym sanktuarium Matki Bożej Fatimskiej po wybudowaniu fundamentów i scian na wysokość ok 5m zostały wstrzymane. Obecnie trwa praca nad przeprojektowaniem kościoła i uzyskaniem aprobaty biskupa Jerzego Mazura SVD wraz z Komisją Architektury i Sztuki Diecezji Ełckiej. 20 września 2019 roku biskup wyraził zgodę na budowę kościoła w nowoczesnym kształcie. 15 października 2020 roku zostały rozpoczęte prace budowlane według nowego projektu. Wykonawcą budowy kościoła jest firma p. Bogusława Prokopczuka z Węgorzewa. Wcześniejsze prace budowlane prowadziła firma Jarosława Rymszewicza.
16 czerwca 2024 roku w kościele Matki Bożej Fatimskiej mszę świętą prymicyjną odprawił pierwszy pochodzący z parafii neoprezbiter, ks. Damian Kokocha SDS.

## Zasięg parafii
Teren parafii zamieszkuje 4072 ludzi, z których do parafii należy 3200 wiernych.
Do parafii należą wierni z Węgorzewa (ulice: gen. Bema, Brzozowa, Chopina, Chmielna, Chrobrego, Heweliusza, Jana Pawła II, Jasna, Kopernika, Mała, Mickiewicza, Nadbrzeżna, Nowa, 3-go Maja, Kajki, Ogrodowa, Słowackiego, Struga, Wańkowicza, Wesoła, Wodociągowa, Zbożowa i Żeglarska) oraz z miejscowości: Jeziorzyny i Kal

## Proboszczowie
- Ks. Joachim Strzelecki SDS - 1 VII 1990 – 30 VI 2002
- Ks. Marek Jędrocha SDS - 1 VII 2002r – 30 VI 2008
- Ks. Alojzy Gorol SDS - 1 VII 2008 – 1 XII 2014
- Ks. Krzysztof Świętoń SDS - 21 XII 2014 – 17 III 2016
- Ks. Jacek Grucela SDS (administrator) - 21 III 2016 - 26 VI 2016
- Ks. Romuald Baingo SDS - 1 VII 2016r – 30 VI 2018
- Ks. Tadeusz Kochanowicz SDS - 1 VII 2018r –